# Di notte (Pierdavide Carone)
Di notte è il singolo di debutto del cantautore italiano Pierdavide Carone, estratto dal primo album in studio Una canzone pop e pubblicato il 19 marzo 2010.

## La canzone
Interamente composto dallo stesso Carone, Di notte è stato presentato durante la trasmissione televisiva Amici di Maria De Filippi, talent show al quale il cantante ha preso parte nella stagione tra il 2009 e il 2010, classificandosi terzo. Il singolo ha ottenuto immediatamente un ottimo successo commerciale, raggiungendo la prima posizione della classifica italiana dei singoli.

## Tracce
Testi e musiche di Pierdavide Carone.
1. Di notte – 2:52

## Classifiche
| Classifica (2010) | Posizione massima |
| ----------------- | ----------------- |
| Italia            | 1                 |

### Classifiche di fine anno
| Classifica (2010) | Posizione |
| ----------------- | --------- |
| Italia            | 46        |